# Philodice bryantae
El colibrí magenta (Philodice bryantae), también denominado estrellita gorgimorada o colibrí estrellita gorgimorada (en Costa Rica), estrella gorguimorada (en Panamá) o colibrí estrella de garganta violeta , es una especie de ave apodiforme de la familia Trochilidae —los colibríes— una de las dos perteneciente al género Philodice, anteriormente colocada en Calliphlox. Es nativo del este de América Central. 

## Distribución y hábitat
Se distribuye desde el norte de Costa Rica hasta el oeste de Panamá (Veraguas), principalmente en la vertiente del Pacífico.
Esta especies es considerada localmente común, al menos estacionalmente, en sus hábitats naturales: los bordes y claros de bosques, bosques raleados, crecimientos secundarios, pastizales con matorrales, laderas de montañas semiabiertas, en altitudes entre 700 y 1850 m en Costa Rica, y entre 1100 y 1750 m en Panamá.
El colibrí magenta está (o estuvo) listado como especie en peligro, localmente en Panamá. Globalmente está calificado como «preocupación menor».

## Descripción

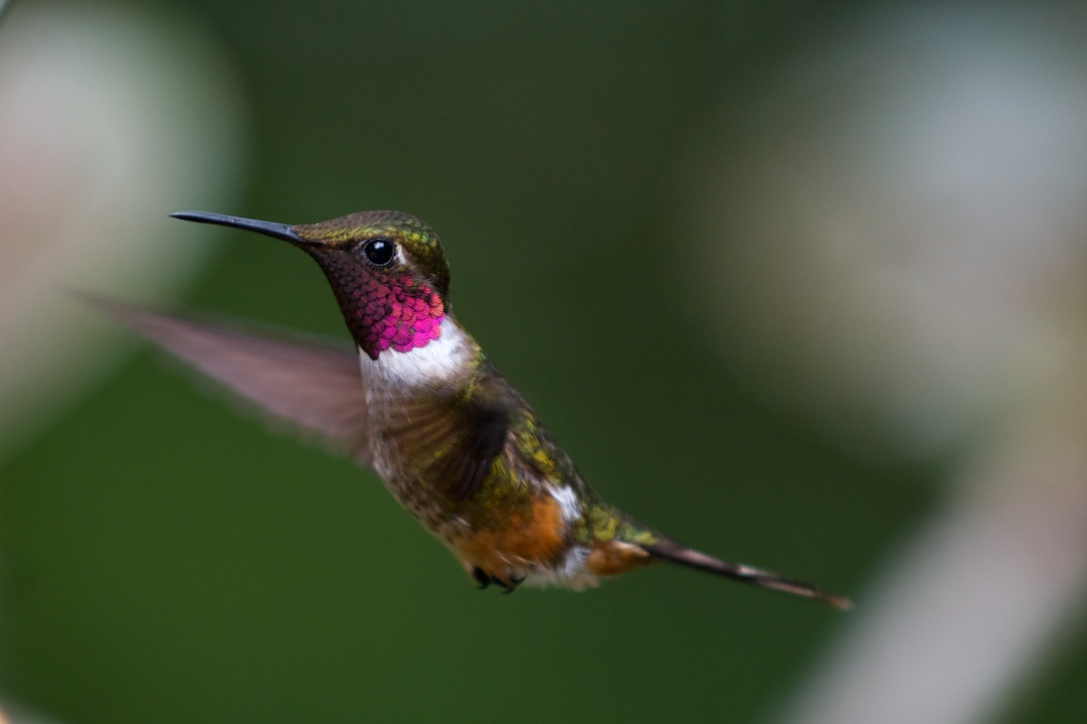
Colibrí magenta macho en vuelo

El macho es inconfundible: mide 9 cm de longitud y pesa 3,5 g. Tiene la garganta de color morado y un collar blanco que separa la cabeza del pecho verde. El dorso es verde y el vientre rojizo. Tiene la rabadilla blanca y la punta de su cola negra, larga y bifurcada. La hembra mide 7,5 cm y carece de una cola larga, así como la que tiene el macho. Su plumaje es generalmente igual al del macho, pero su garganta es de color gris-beige en vez de magenta y los lados de su cola son rojizos. Las aves jóvenes son como las hembras, pero más pálidas por debajo y con franjas beige en el plumaje dorsal. 
El vuelo del macho es semejante a una demostración de buceo y lo hace solo o en grupos amplios. Su canto es como el de un gorgoteo y su llamada es un «chi» seco o un «chrrrrt» territorial.
El colibrí magenta se alimenta del néctar de flores y de pequeños insectos.

## Sistemática

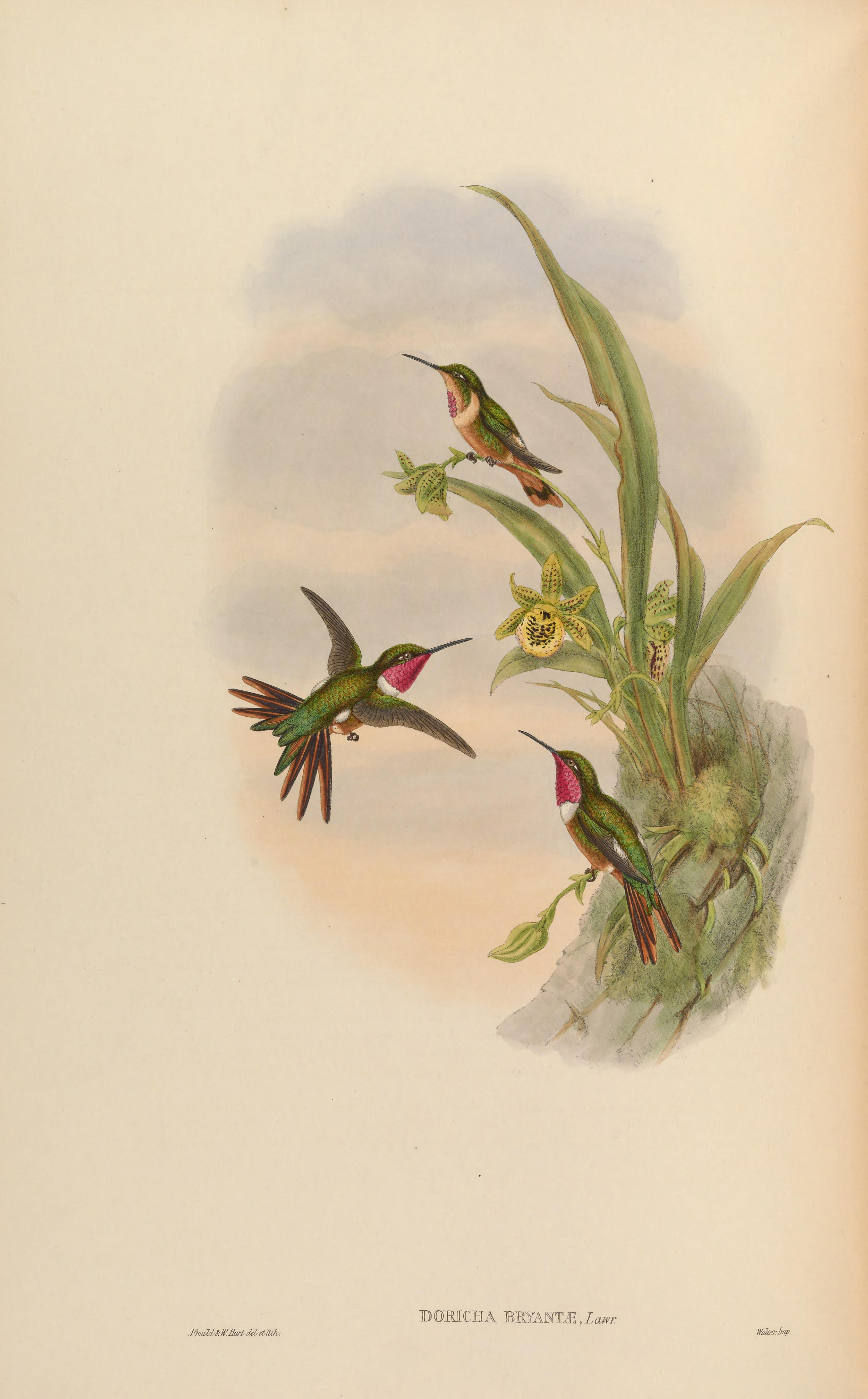
Doricha bryantae, ilustración de Gould y Hart en A monograph of the Trochilidae, or family of humming-birds Supplment, 1880.

### Descripción original
La especie P. bryantae fue descrita por primera vez por el ornitólogo estadounidense George Newbold Lawrence en 1867 bajo el nombre científico Doricha bryantae; su localidad tipo es: «Costa Rica».

### Etimología
El nombre genérico masculino «Philodice» proviene de la mitología griega «Filódice», esposa de Leucipo e hija de Ínaco; y el nombre de la especie «bryantae», homenajea a Elizabeth Brimmer Bryant (1823-1916) esposa del ornitólogo estadounidense Henry Bryant.

### Taxonomía
La presente especie y Philodice mitchellii estuvieron históricamente colocadas en el género Calliphlox, hasta que los estudios filogenéticos recientes demostraron que formaban un clado con los géneros Eulidia, Microstilbon y Chaetocercus, por lo que fueron transferidas para el presente género Philodice resucitado. Es monotípica.